# Veerpont (Salomon van Ruysdael)
Veerpont is een schilderij van de Haarlemse schilder Salomon van Ruysdael uit 1657. Het doek van 82 × 76 cm bevindt zich in het Koninklijk Museum voor Schone Kunsten Antwerpen, waar het inventarisnummer 715 draagt.

## Context
Salomon van Ruysdael trad toe tot de Haarlemse Sint-Lucasgilde in 1627. In de jaren dertig van de zeventiende eeuw vervaardigde hij voornamelijk duinlandschappen met sterk diagonale composities. Deze gelijken sterk op het werk van Jan Josefz. van Goyen. Zijn vroegste werken stonden sterk onder de invloed van zijn mogelijke leermeesters Pieter de Molijn en Esaias van de Velde. Na 1645 inspireerde hij zich voornamelijk op de landschappen met oude kastelen rondom Dordrecht, Utrecht en Arnhem. Dit zijn van Ruysdaels meest monumentale landschappen. Hoewel hij er meermaals reële elementen uit bovenstaande streken in verwerkte (bijvoorbeeld het profiel van de Sint-Bavokerk) en ze zeer realistisch ogen, zijn de landschappen gefantaseerd. Van Ruysdael verkreeg zijn kenmerkende atmosferische sfeer door net als Jan Josefsz. Van Goyen te werken met een beperkt coloriet.

## Beschrijving
In Veerpont geeft van Ruysdael het landschap weer door middel van zijn kenmerkende lage horizon. Dat liet hem toe zijn hemel te vullen met luchtstromen en gekleurde nevels. Op de achtergrond is het stadje Weesp te zien, aan de waterrand enkele stevige bomen. Op de voorgrond is het onderwerp te zien, namelijk de veerboot die reizigers in een paardenkar met enkele koeien naar de overkant voert.
Van Ruysdael schilderde het motief meerdere keren. Wolfgang Stechow, een Duitse kunsthistoricus, bracht meer dan honderd werken van de schilder waarop een pont te zien is samen. Ook Esaias van de Velde en Jan Brueghel I behandelden het onderwerp reeds. De laatste schilderde Riviergezicht met een veerpont.
In de negentiende eeuw verkoos de burgerij woeste natuurtaferelen. Het was waarschijnlijk daarom dat de luchtpartij in Veerpont overschilderd werd met cumuluswolken. Deze werden bij de restauratie echter verwijderd. Daardoor is de stevige Hollandse bries terug te zien, die van Ruysdael vervatte in enkele brede, lichtblauwe strepen.
Het werk draagt op de rand van de boot het signatuur S. RUYSDAEL.1657 en werd door de gebroeders Bourgeois op een veiling van Georg Stange in 1879 te Keulen gekocht.

## Referentielijst
1. 1 2 3  Nico Van Hout, in Het Museumboek. Hoogtepunten uit de verzameling, 2003, p. 118.
2. 1 2  Nico Van Hout in The Sky is the Limit. Het landschap in de Nederlanden, 2017, p. 67.
3. ↑  Koninklijk Muzeum van Schoone Kunsten. Beschrijvend Catalogus. I. Oude meesters, 1905, p. 274.